# Цецина Пет
Цецина Пет (на латински: Caecina Paetus) е римски политик, квестор и консул.

## Биография
Произлиза от старата етруска фамилия Цецинии.
През 42 г. той участва във въстанито на Скрибониан в Илирия (Далмация) против император Клавдий. След провала на бунта и смъртта на Скрибониан, той е закаран с кораб в Рим. Съпругата му Ария Старша иска като робиня да пътува в кораба, което не ѝ се разрешава. Тя наема рибарски кораб и го следва. Съпругът ѝ се бави със самоубийството си, тогава тя се намушква с нож в гърдите и го дава с думите „Paete, non dolet“ („Пет, не боли“) на съпруга си. Това се разказва от Плиний и ги прави прочути.
Смъртта на Ария и Пет е обект на изкуството. Дъщеря му Ария Младша става съпруга на Публий Клодий Тразеа Пет.

## Галерия
- Ария и Пет